# Yuki Matsuzaki
Yuki Matsuzaki (松崎 悠希?, Matsuzaki Yuki; Miyazaki, 24 settembre 1981) è un attore giapponese.

## Filmografia
- The Black Ninja - Giustizia nera (The Black Ninja), regia di Clayton Prince (2003)
- L'ultimo samurai (The Last Samurai), regia di Edward Zwick (2003)
- Lettere da Iwo Jima (Letters from Iwo Jima), regia di Clint Eastwood (2006)
- La Pantera Rosa 2 (The Pink Panther 2), regia di Harald Zwart (2009)
- Pirati dei Caraibi - Oltre i confini del mare (Pirates of the Caribbean: Dead Men Tell No Tales), regia di Rob Marshall (2011)
- Man from Reno, regia di Dave Boyle (2014)
- Pirati dei Caraibi - La vendetta di Salazar (Pirates of the Caribbean: Dead Men Tell No Tales), regia di Joachim Rønning ed Espen Sandberg (2017)

### Videogiochi
- Ujishige in Wild Hearts (2023) [1]

## Doppiatori italiani
- Alessandro Conte in Wild Hearts